# 黄祖
| 姓名           | 黄祖        |
| 時代           | 後漢時代    |
| 生没年         | 没年：208年 |
| 字・別号       | 〔不詳〕    |
| 本貫・出身地等 | 〔不詳〕    |
| 職官           | 江夏太守    |
| 爵位・号等     | -           |
| 陣営・所属等   | 劉表        |
| 家族・一族     | 子：黄射    |

黄 祖（こう そ、? - 208年）は、中国後漢末期の武将。孫一族と長きに渡って抗争を続けた。子は黄射。

## 生涯
劉表配下の大将。江夏太守であるが、任命時期は記録がない。建安4年（199年）当時、息子の黄射は章陵太守の地位にあった。父子で同時期に荊州内2郡の太守を務めていたことになり、劉表の軍閥において黄祖が高い地位にあったと推測される。
191年、袁術の命令で荊州に侵攻してきた孫堅を迎撃し、部下の呂公が孫堅を射殺した（襄陽の戦い）。
198年、黄射が連れてきた名士の禰衡を殺害した。禰衡は黄祖に厚遇されていたが次第に傲慢になり、黄祖を馬鹿にするようになったためと言われる。
199年、孫策と交戦した隣郡の廬江太守・劉勲の救援要請に応じ、黄射に水軍五千を与えて派遣したが、劉勲が兵を捨てて曹操に帰順したので黄射は帰還した。劉勲の兵を吸収した孫策が夏口に進軍すると、劉表は劉虎・韓晞ら五千を援軍に派遣したが、周瑜らの攻撃の前に大敗し黄祖は身一つで逃亡した。
203年、孫権に敗北して撤退した際、食客の甘寧が凌操を射殺した。しかし黄祖は甘寧を軽視しており、都督蘇飛の計らいによって甘寧は孫権の下に亡命した。
また、孫氏とのある戦いで徐琨を戦死させている。
208年春、再び孫権が来襲し、先鋒凌統の猛攻によって夏口は陥落した。黄祖配下の水軍都督陳就も呂蒙に斬首され、陳就の死を知った黄祖は身一つで逃亡したが、孫権配下の騎兵である馮則に討ち取られた。
小説『三国志演義』では元部下の甘寧に斬られた（史実では甘寧は孫権に進言はしたが、従軍したかどうかは不明）。

## 親族
- 黄射 - 息子

## 配下
| - 甘寧 - 蘇飛 - 呂公 | - 陳就 - 鄧龍 - 張碩 |

『三国志演義』でのみの配下
- 張虎
- 陳生